# Le notti di maggio/Fino a fermarmi
Le notti di maggio/Fino a fermarmi è un singolo di Fiorella Mannoia pubblicato nel 1988.

## Il disco
Il 45 giri è stato prodotto, con etichetta DDD, da Piero Fabrizi con gli arrangiamenti di Fio Zanotti. Sul lato A troviamo Le notti di maggio scritta da Ivano Fossati, mentre sul lato B troviamo Fino a fermarmi scritta da Rosalino Cellamare e Bruno Tirinelli.

## Le notti di maggio
Con Le notti di maggio Fiorella Mannoia partecipa nel 1988 al 38º Festival di Sanremo dove si classifica decima e vince il Premio della Critica del Festival della canzone italiana "Mia Martini".

## Tracce
Lato A
1. Le notti di maggio

Lato B
1. Fino a fermarmi

## Classifiche
| Paese  | Posizione raggiunta |
| ------ | ------------------- |
| Italia | 13                  |